# Imaginary Enemy
Imaginary Enemy è il sesto album in studio del gruppo alternative rock statunitense The Used. L'album è stato pubblicato il 31 marzo 2014 è stato prodotto da John Feldmann, Che aveva già prodotto il terzo e il quinto album del gruppo. È il secondo album uscito con l'etichetta GAS Union, casa discografica fondata dai membri del gruppo.

## Registrazione
In un'intervista a Jeph, il gruppo ha affermato che l'album è stato registrato "al rovescio" incidendo prima le tracce vocali e scrivendo poi la musica per adattarla al testo. È la prima volta che hanno registrato un album in questo modo, perché avevano registrato la musica, ma non erano felici del risultato finale, perciò hanno deciso di provare con qualcosa di diverso.

## Tracce
1. Revolution – 4:04
2. Cry – 3:30
3. El-Oh-Vee-Ee – 3:32
4. A Song to Stifle Imperial Progression (A Work in Progress) – 4:05
5. Generation Throwaway – 3:05
6. Make Believe – 3:27
7. Evolution – 4:38
8. Imaginary Enemy – 3:24
9. Kenna Song – 4:20
10. Force Without Violence – 5:23
11. Overdose – 14:40 – contiene la traccia fantasma Red Heart – 7:00

## Pubblicazione
L'album è stato pubblicato anche in versione Deluxe, con una cover differente e la traccia bonus "Money Monster".

### Date di pubblicazione
| Stato       | Data      | Formati                   |
| ----------- | --------- | ------------------------- |
| Regno Unito | 31 marzo  | CD, LP, Download digitale |
| Italia      | 1º aprile | CD, LP, Download digitale |
| Stati Uniti | 1º aprile | CD, Download digitale     |
| Giappone    | 2 aprile  | CD, Download digitale     |
| Australia   | 4 aprile  | CD, Download digitale     |
| Germania    | 4 aprile  | CD, LP, Download digitale |

## Formazione
- Bert McCracken – voce, pianoforte
- Quinn Allman – chitarra, cori
- Jeph Howard – basso, cori
- Dan Whitesides – batteria